# Faxe
Faxe je dánská značka piva a pivovar ve stejnojmenném městě. Pivovar založili v roce 1901 Nikoline a Conrad Nielsenovi pod názvem Fakse Dampbryggeri. Je známý především svými silnými pivy s vysokým obsahem alkoholu (8% a 10% pro americký trh, 5% pro německý). V roce 1989 se pivovar Faxe spojil s Bryggerigruppen (piva Ceres a Albani), a vznikla firma Royal Unibrew, která později získala řadu zavedených pivovarů hlavně v Pobaltí. Pivovar Faxe vyrábí též nealkoholické nápoje, ať už vlastní (Faxe Kondi) nebo v licenci (Pepsi, 7UP nebo Mirinda).